# Maicosuel
Maicosuel Reginaldo de Matos (ur. 16 czerwca 1986 w Cosmópolis) – brazylijski piłkarz występujący na pozycji pomocnika w klubie São Paulo.

## Kariera
Maicosuel karierę rozpoczął w klubie Guarani FC. W sezonie 2007/2008 zadebiutował w Campeonato Brasileiro w barwach klubu Cruzeiro EC. W 2008 roku został wypożyczony do klubu SE Palmeiras, a w 2009 roku do Botafogo FR. W 2009 roku stał się piłkarzem niemieckiego TSG 1899 Hoffenheim, a rok później za 4,5 miliona euro odszedł do Botafogo.